# Ezeiza (Buenos Aires)
Ezeiza is een plaats in het Argentijnse bestuurlijke gebied Ezeiza in de provincie Buenos Aires. De plaats telt 93.246 inwoners.

## Galerij

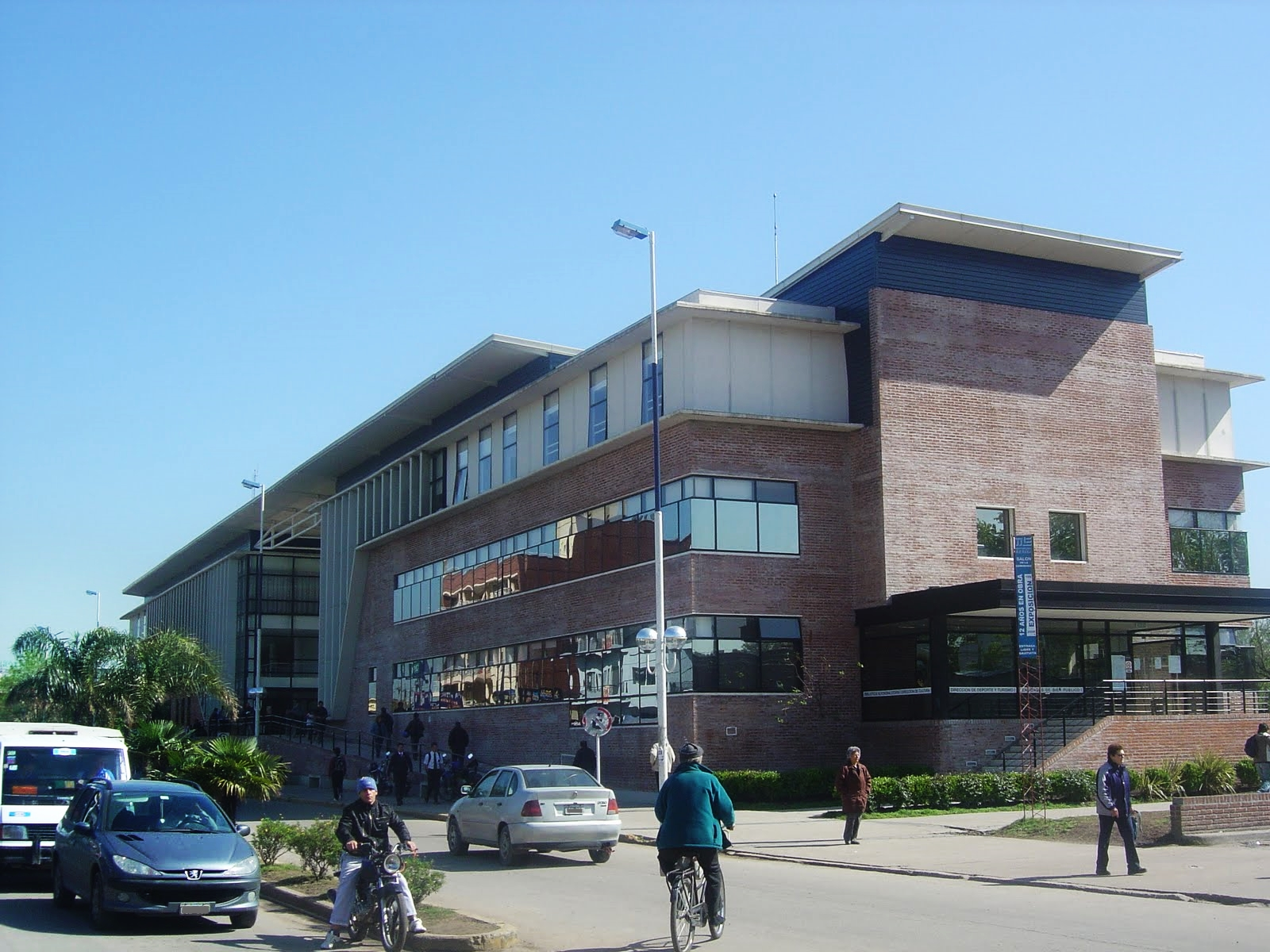
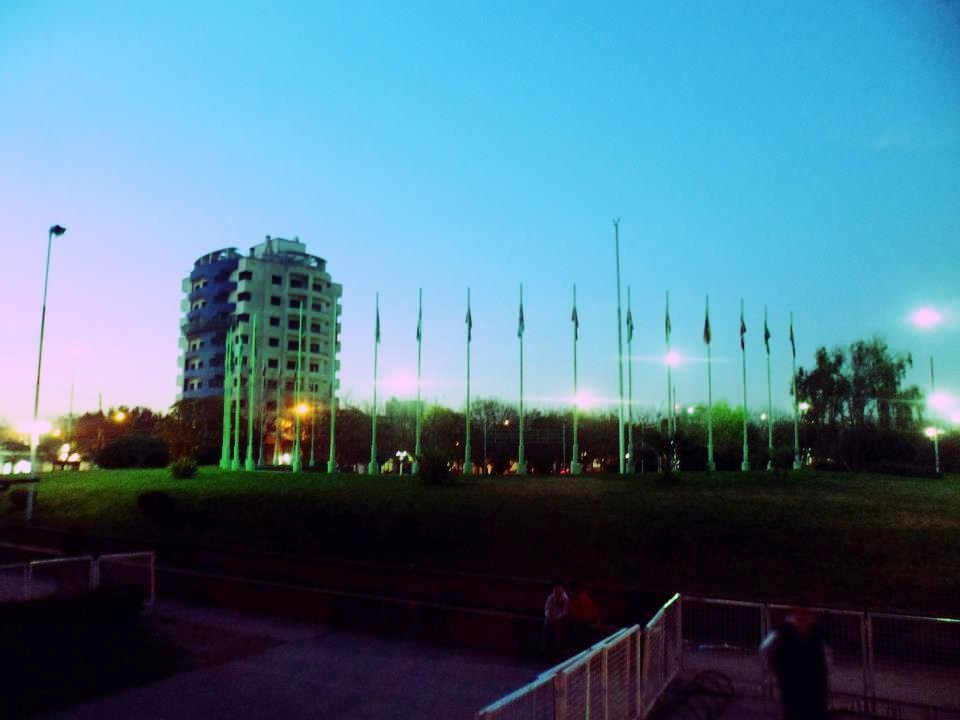
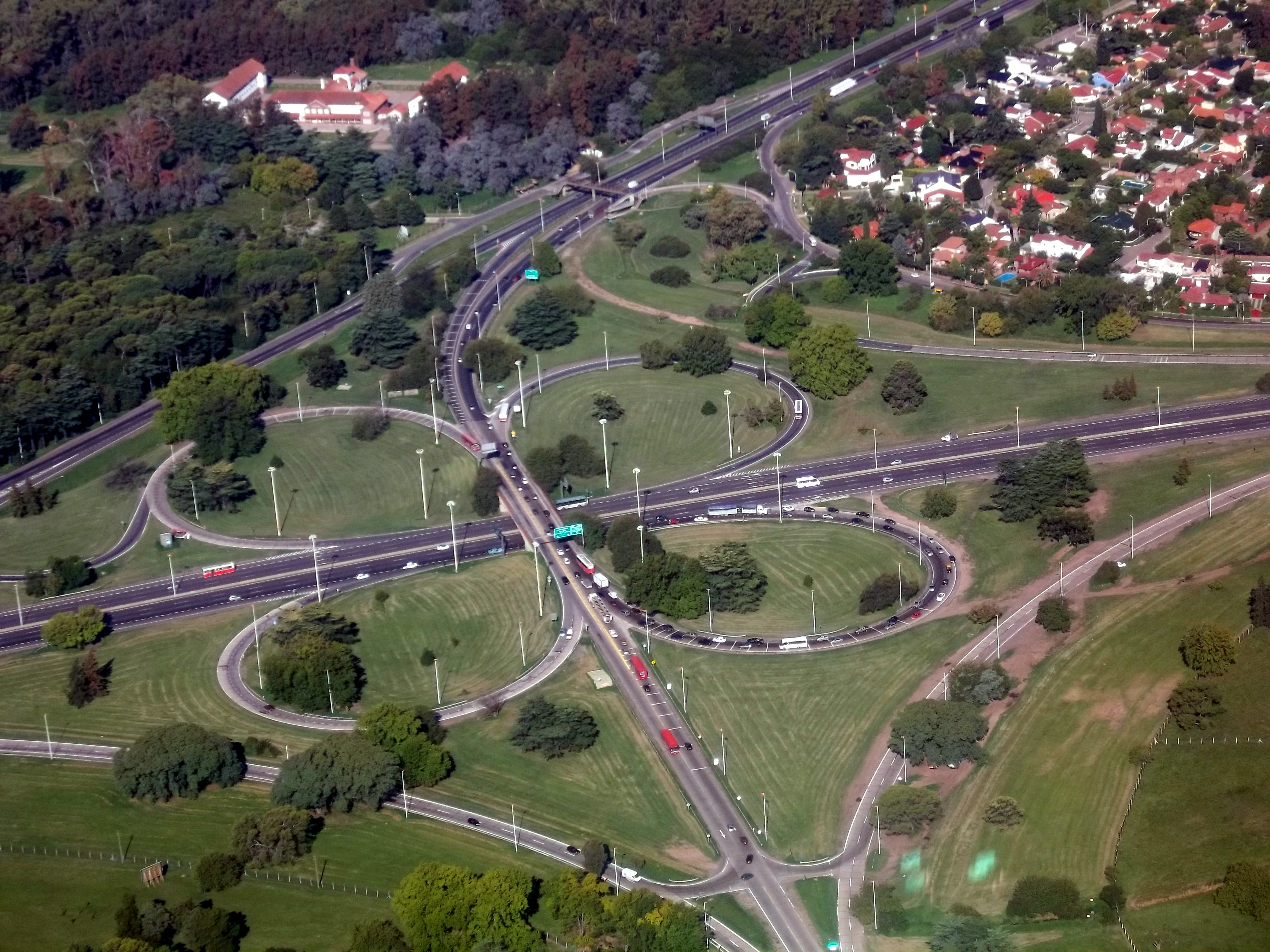
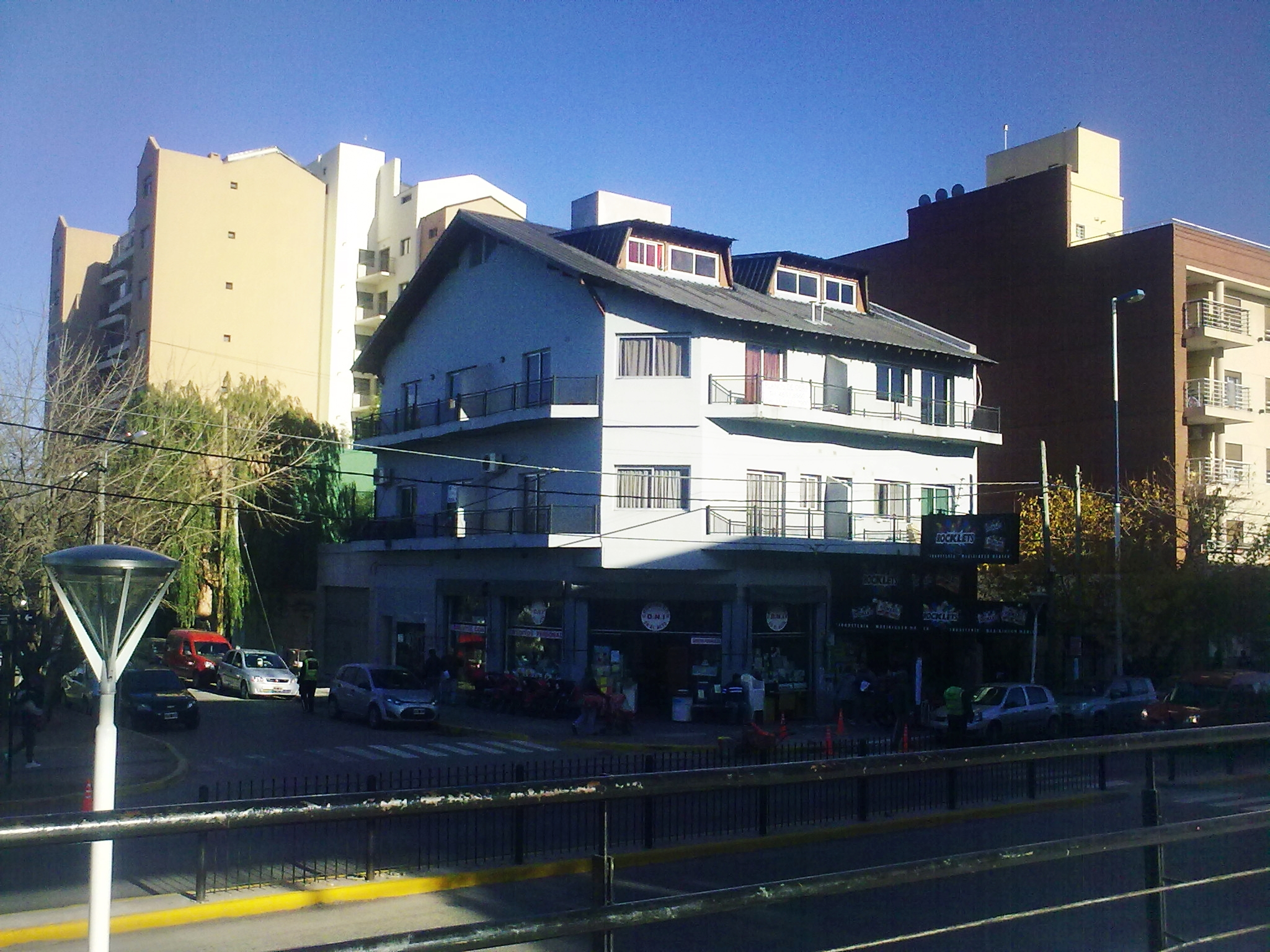
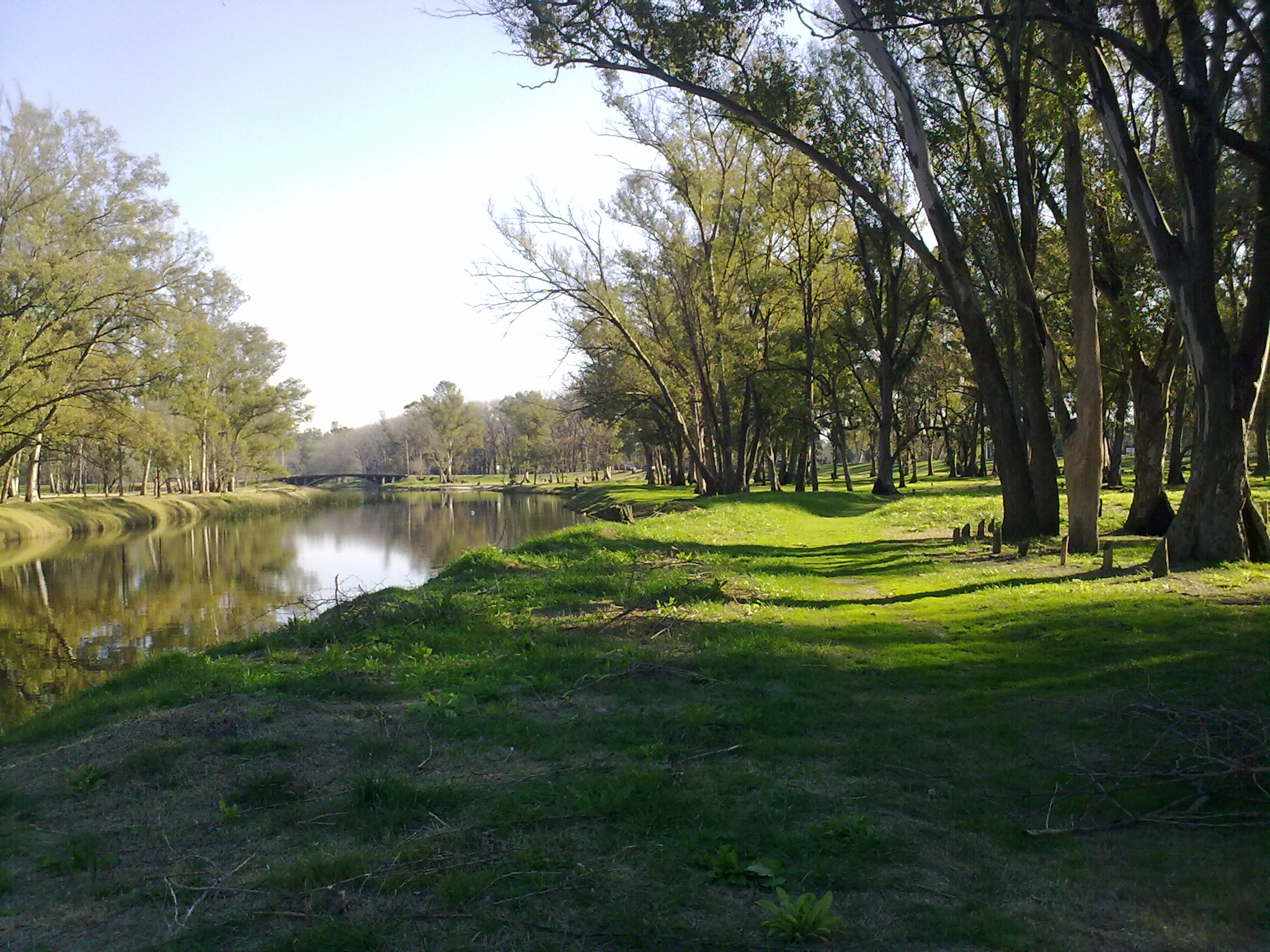